# Chris-Pin Martin
Ysabel Ponciana Chris-Pin Martin Paiz (* 19. November 1893 in Tucson, Arizona, USA; † 27. Juni 1953 in Montebello, Kalifornien, USA) war ein US-amerikanischer Schauspieler mit indianisch-mexikanischen Wurzeln. Er wurde in Filmbesetzungslisten unter diversen abweichenden Namen gelistet, darunter Chrispin Martin, Chris King Martin oder Ethier Crispin Martini.

## Leben
Martin wurde als Sohn eines Yaqui-Indianers und einer mexikanischen Mutter geboren. Der stets etwas pummelig wirkende Schauspieler verfügte über einen auffälligen, dunklen Teint und eine charakteristische, schrille Stimmlage. Frühzeitig hatte er den Ruf, ein Spaßvogel zu sein. Bereits 1911 soll er eine erste Filmrolle als Indianer eingenommen haben. Spätestens seit seiner Mitwirkung im Charlie-Chaplin-Film Goldrausch war er regelmäßig in Hollywood-Produktionen vertreten, bis kurz vor seinem Tod im Jahr 1953 in weit über 130 Filmen.
Seinem Image gemäß spielte Martin oft Filmfiguren, die lustige beziehungsweise komische Noten einbringen sollten. Vielfach verkörperte er allerdings Rollen, die später als „politisch inkorrekt“, gar rassistisch angesehen würden. So mimte er stereotyp das Rollenklischee des faulen, ungepflegten, körperlich und geistig trägen Hispano-Amerikaners, der sich nur in gebrochenem Englisch zu artikulieren versteht.
Martins bekannteste Rolle war die des Sidekick des Serienhelden Cisco Kid, wo er als Pancho oder Gordito (deutsch: Dickerchen) neben den Hauptdarstellern Warner Baxter beziehungsweise Cesar Romero oder Gilbert Roland spielte. Daneben war er in einigen Zorro-Verfilmungen zu sehen. Herausragende Hollywood-Produktionen, an denen er als gelisteter Darsteller beteiligt war, waren beispielsweise die Western The Ox-Bow Incident (Ritt zum Ox-Bow) und Stagecoach (Ringo).
Am 27. Juni 1953 verstarb er an den Folgen eines Herzinfarktes.

## Filmografie (Auswahl)
- 1925: Goldrausch (The Gold Rush)
- 1929: Die Rettung (The Rescue)
- 1930: Der Flüchtling (The Lash)
- 1931: Transgression
- 1931: Safe in Hell
- 1932: Die Maske des Fu-Manchu (The Mask of Fu Manchu)
- 1933: Der Mann von Monterey (The Man from Monterey)
- 1934: In goldenen Ketten (Chained)
- 1935: Stadt an der Grenze (Bordertown)
- 1935: Die Peitsche der Pampas (Under the Pampas Moon)
- 1935: Unter Piratenflagge (Captain Blood)
- 1937: … dann kam der Orkan (The Hurricane)
- 1937: Swing High, Swing Low
- 1938: The Renegade Ranger
- 1939: Ringo (Stagecoach)
- 1940: Charlie Chan in Panama
- 1940: Galopp ins Glück (Down Argentine Way)
- 1940: Im Zeichen des Zorro (The Mark of Zorro)
- 1943: Ritt zum Ox-Bow (The Ox-Bow Incident)
- 1944: Ali Baba und die vierzig Räuber (Ali Baba and the Forty Thieves)
- 1945: Der Vagabund von Texas (Along Came Jones)
- 1946: Ball in der Botschaft (Holiday in Mexico)
- 1946: Der Todesreifen (Suspense)
- 1947: Der Rächer von Monterey (Robin Hood of Monterey)
- 1947: Der Hauptmann von Kastilien (Captain from Castile)
- 1947: Befehl des Gewissens (The Fugitive)
- 1947: Die Piraten von Monterey (Pirates of Monterey)
- 1948: Im Lande der Kakteen (Mexican Hayride)
- 1948: Nacht in der Prärie (Blood on the Moon)
- 1948: Tochter der Prärie (Belle Starr's Daughter)
- 1948: Wildfeuer, der schwarze Hengst (The Return of Wildfire)
- 1948: Der Rächer von Los Angeles (Old Los Angeles)
- 1949: Der Geisterschütze (Rimfire)
- 1952: Der Tiger von Utah (Ride the Man Down)
- 1953: Der Cowboy von San Antone (San Antone)